# Гетерогенность
Гетерогенность (от др.-греч. ἕτερος «другой» + γένος «род») — разнородность, инородность; наличие неодинаковых частей в структуре, в составе чего-либо.

## В физике и химии
Понятие гетерогенности особенно часто употребляется в физике и химии для обозначения систем, содержащих больше одной фазы, то есть физически неоднородных (гетерогенная система), и реакций, происходящих на границе раздела фаз, например гетерогенный катализ.
Антонимом этому термину служит термин гомогенный, означающий, в свою очередь, однородную среду или реакцию в такой среде (то есть внутри одной фазы), например гомогенный катализ, гомогенная реакция.
Соответственное существительное гетерогенизация также встречается, обозначая переход или тенденцию перехода системы в гетерогенное состояние.

## В статистике
В статистике слово встречается в основном в сочетании гетерогенная выборка, означающее неоднородную выборку, выборку, состоящую из неоднородных объектов (например, выборки из городского и сельского населения, «генетически гетерогенные выборки мух» и т. п.). Употребляется также понятие степень гетерогенности выборки.

## В генетике
В генетике термин имеет несколько более определённое значение и употребляется в нескольких устойчивых сочетаниях.

## В социологии
Гетерогенность представляет собой совокупность параметров, демонстрирующих степень разнородности, широкий спектр оттенков общества. Однако она, в отличие от неравенства, не говорит о различиях в ранге индивидов, а лишь в позициях. Таким образом, по этим параметрам, примерами которых могут служить пол, национальность, возраст, вероисповедание, нельзя сказать ниже или выше находится индивид, занимающий какую-либо позицию в одной социальной группе относительно индивида в другой группе.
Гетерогенность показывает, насколько устойчиво конкретное общество. Общество с низкой степенью гетерогенности (то есть многие параметры индивидов совпадают) является наиболее устойчивым.